# دهکده گرین (لس آنجلس)
دهکده گرین (به انگلیسی: Village Green) یک محله و بافت تاریخی در ایالات متحده آمریکا است که در لس آنجلس واقع شده‌است.